# Agroecomyrmecinae

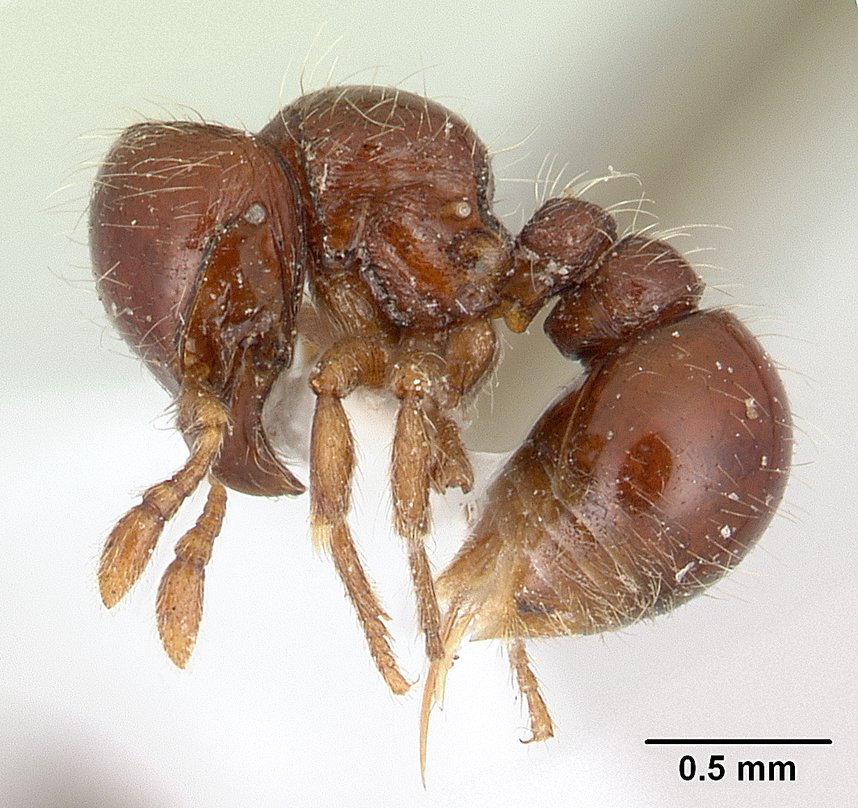
Tatuidris tatusia

Agroecomyrmecinae (лат.) — это реликтовое подсемейство муравьёв, включающее 2 современных и три вымерших вида тропических муравьёв.

## Распространение
Современные виды встречается в Южной и Центральной Америке (Tatuidris tatusia) и в Африке (Ankylomyrma coronacantha). Ископаемые формы известны из янтаря Европы и США.

## Классификация
Включает 4 рода и 5 видов. Обладают примитивными признаками наряду со специализированными. Положение группы несколько раз менялось, ранее роды включались в трибу Agroecomyrmecini в составе подсемейства Myrmicinae с 1930 по 2003 год. Положение трибы было изменено в 2003 году Барри Болтоном, который предположил более тесную связь между группой и «понероморфными» подсемействами. В результате Болтон переместил трибу из состава Myrmicinae в новое подсемейство Agroecomyrmecinae.
- род †Agroecomyrmex Wheeler, 1910
  - †Agroecomyrmex duisburgi — вымерший вид
- род Ankylomyrma Bolton, 1973
  - Ankylomyrma coronacantha
- род †Eulithomyrmex Carpenter, 1935[5]
  - †Eulithomyrmex rugosus — вымерший вид[6]
  - †Eulithomyrmex striatus — вымерший вид
- род Tatuidris Brown & Kempf, 1968[3]
  - Tatuidris tatusia